# Mbomou
Mbomou je řeka v rovníkové Africe. Je dlouhá 800 km a její povodí má rozlohu 120 000 km². Pramení na vysočině na hranici Středoafrické republiky s Jižním Súdánem a její tok tvoří hranici Středoafrické republiky s Demokratickou republikou Kongo. U města Yakoma se stéká s řekou Uele a vytváří Ubangi. Podle řeky se jmenují středoafrické prefektury Mbomou a Haut-Mbomou.
Hlavními přítoky jsou Chinko a Mbari. Ve Středoafrické republice se oficiálně jmenuje Mbomou a v Demokratické republice Kongo Bomu.
Prvním Evropanem na Mbomou byl Řek Panajotis Potagos. V době dělení Afriky bylo dohodnuto, že hranicí mezi francouzskými a belgickými državami ve střední Africe se stane řeka Ubangi. Belgický cestovatel a politik Alphonse van Gèle vydal dobrozdání, že Mbomou je horním tokem Ubangi, ačkoli jižnější zdrojnice Uele je o 350 km delší. Belgické Kongo tak získalo navíc území o rozloze přes 100 000 km².